# Pterolophia salomonum
Pterolophia salomonum là một loài bọ cánh cứng trong họ Cerambycidae.